# Blues von der letzten Gelegenheit
Blues von der letzten Gelegenheit ist ein Lied der Sängerin Veronika Fischer aus dem Jahr 1974. Komponist ist Franz Bartzsch, getextet wurde es von Kurt Demmler.

## Geschichte
Veronika Fischer hatte sich 1973 von der DDR-Rockband Panta Rhei getrennt und trat seit 1974, nach Beendigung ihres Musikstudiums, mit eigener Band auf. Dazu gehörten der Keyboarder Franz Bartzsch, der Schlagzeuger Frank Hille, der Bassist Eckhard Kremer und der Gitarrist Eberhard Struch. Für die Kompositionen und Arrangements war Franz Bartzsch verantwortlich, während die meisten Texte von Kurt Demmler geschrieben wurden, der auch für zahlreiche andere Musiker textete. Das Lied erreichte vordere Plätze in der Tip-Parade.

## Beschreibung
Das Stück ist 3:52 Minuten lang. Es ist eine Rockballade und folgt – anders als der Titel suggeriert – nicht dem Bluesschema. Instrumentiert ist das Lied mit Klavier, akustischer Gitarre, E-Bass und Schlagzeug. Das Stück beginnt mit einem Vorspiel mit Klavierakkorden, worauf Fischers Stimme einsetzt und schnell dominant wird. Sie trägt die Verse mit großer Emphase vor. Dabei wird sie durch Akzente eines Backgroundchors unterstützt. Das Lied umfasst drei Strophen und hat keinen Refrain.
Das Lied handelt von einer jungen Ich-Erzählerin, auf deren Fensterbank ein junger, schöner Vogel sitzt. Ihre Mutter drängt, den Vogel zu fangen, weil dies vielleicht die letzte Gelegenheit sein könnte. Die Sängerin sträubt sich jedoch und trägt verschiedene Argumente vor, warum dem Vogel die Freiheit erhalten werden soll. So würden etwa im Zimmer seine Flügel verkümmern, und ein Ring am Bein würde ihn drücken. Auch wenn es ein schöner Vogel sei, soll er „alle zehntausend Winde“ erkunden. Nachdem der Vogel davongeflogen ist, weint die Sängerin. Nur wenige Verszeilen enden mit einem Reim; die Reime sind unregelmäßig im Text verteilt.

## Ausgaben (ohne Kompilationen)
Single
- 1974: Und wer bist du / Blues von der letzten Gelegenheit (Amiga)

Album
- 1975: Veronika Fischer & Band (Amiga)

## Weitere Versionen
2010 sang Tino Eisbrenner den Song auf einem Konzert zu Ehren des kurz zuvor verstorbenen Franz Bartzsch.

## Sonstiges
Ein Artikel in der Zeit, der 2002 die Lage auf Kuba beschrieb, hieß Blues von der letzten Gelegenheit.